# André Coelho
André Henriques Nunes Coelho (Viseu,Portugal, 30 de octubre de 1993), conocido como André Coelho, es un jugador de fútbol sala portugués, que se desempeña en la posición de cierre. Actualmente juega en el FC Barcelona de Primera División.

## Carrera deportiva

### Clubes
Empieza su carrera profesional en el año 2012 con el ABC Nelas portugués, dónde llama la atención del SC Braga y tras 4 temporadas en Braga se marcha al SL Benfica dónde consigue ganar una Liga, y dos Copas de la liga portuguesas. Es en la temporada 2020-2021 cuando firma por el FC Barcelona, club con el que ha ganado todo.

### Selección nacional
Es internacional absoluto con la selección portuguesa, con la que ha conseguido ganar el Mundial de 2021 y la Finalissima de 2022 y las Eurocopas de 2018 y 2022.

## Trayectoria
| Club         | País     | Año       |
| ------------ | -------- | --------- |
| ABC Nelas    | Portugal | 2012-2013 |
| SC Braga     | Portugal | 2013-2017 |
| SL Benfica   | Portugal | 2017-2020 |
| FC Barcelona | España   | 2020-act. |

## Palmarés

### Campeonatos nacionales
| Título                 | Club         | País     | Años             |
| ---------------------- | ------------ | -------- | ---------------- |
| x1 Liga Portuguesa     | SL Benfica   | Portugal | 2019             |
| x2 Taça de Liga        | SL Benfica   | Portugal | 2018, 2019       |
| x3 Liga Española       | FC Barcelona | España   | 2021, 2022, 2023 |
| x2 Copa del Rey        | FC Barcelona | España   | 2020, 2023       |
| x2 Supercopa de España | FC Barcelona | España   | 2022, 2023       |
| x1 Copa de España      | FC Barcelona | España   | 2022             |

### Campeonatos internacionales
| Título              | Club         | Sede                    | Años       |
| ------------------- | ------------ | ----------------------- | ---------- |
| x2 Champions League | FC Barcelona | Barcelona, Riga         | 2020, 2022 |
| Título              | Selección    | Sede                    | Año        |
| x2 Eurocopa         | Portugal     | Eslovenia, Países Bajos | 2018, 2022 |
| x1 Mundial          | Portugal     | Lituania                | 2021       |
| x1 Finalissima      | Portugal     | Argentina               | 2022       |